# Island na Letních olympijských hrách 2008
Island se účastnil Letní olympiády 2008. Zastupovalo ho 29 sportovců ve 5 sportech.

## Medailisté
| Medaile | Jméno         | Sport  | Soutěž      |
| ------- | ------------- | ------ | ----------- |
| Stříbro | Družstvo mužů | Házená | Turnaj mužů |